# Butcher’s Crossing
Butcher’s Crossing ist ein Roman des amerikanischen Schriftstellers John Williams. Er wurde 1960 beim New Yorker Verlag Macmillan veröffentlicht. Die deutsche Übersetzung von Bernhard Robben erschien im Jahr 2015 beim Deutschen Taschenbuch Verlag. Williams’ Roman spielt in der zweiten Hälfte des 19. Jahrhunderts und führt in den Wilden Westen, in dem ein junger Student seine Ideale sucht und auf die Realität einer strapaziösen und brutalen Jagd nach Büffeln trifft. Eine gleichnamige Verfilmung wurde 2022 veröffentlicht.

## Inhalt

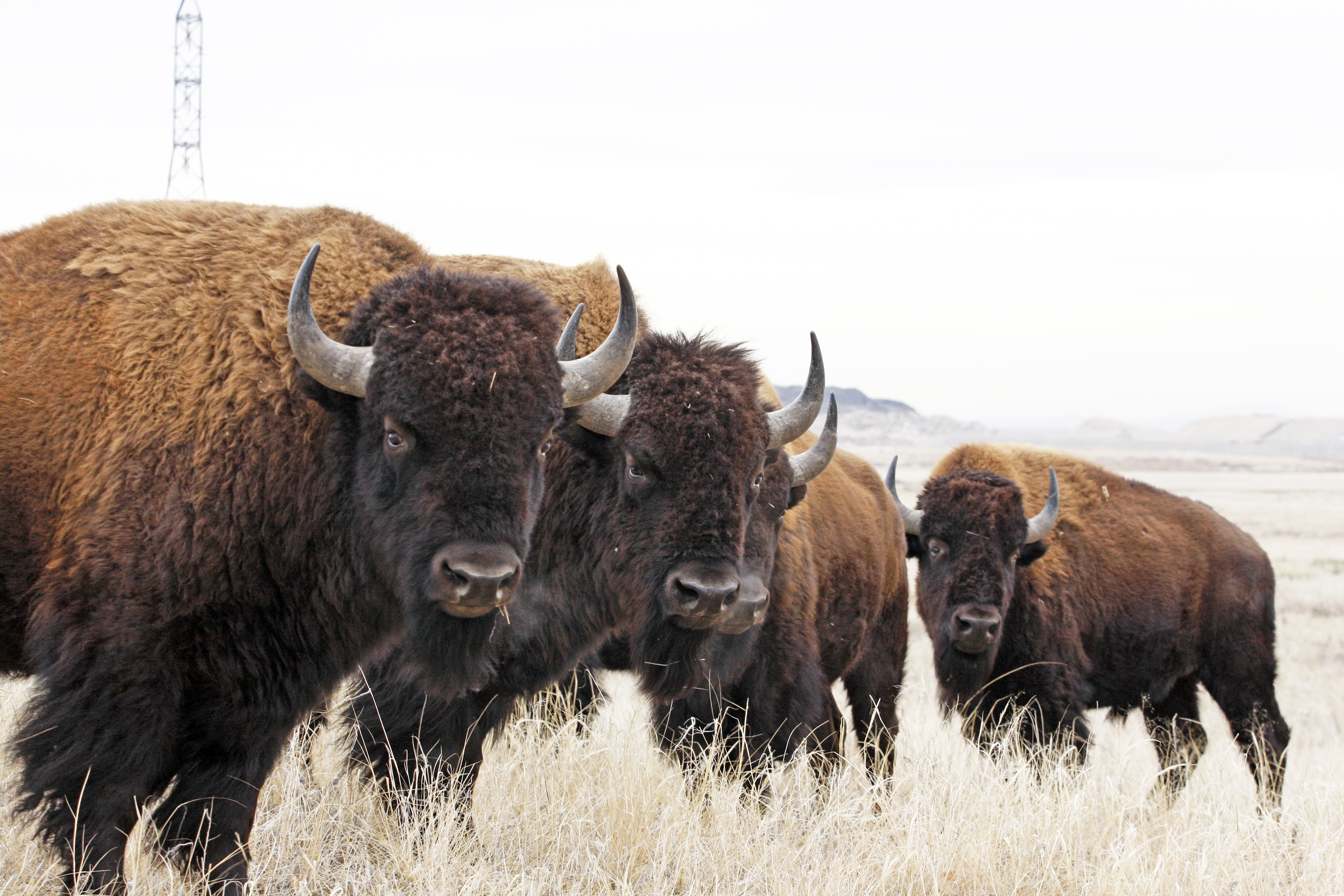
Bisons in den Rocky Mountains

Um das Jahr 1870 herum, einige Jahre nach dem Amerikanischen Bürgerkrieg, bricht William, genannt „Will“, Andrews sein Studium am Harvard College in Boston ab und reist in den Westen. Beeinflusst von den Schriften Ralph Waldo Emersons hofft er dort, die ursprüngliche Natur und in dieser sich selbst zu finden. Er steigt in der kleinen Ansiedlung Butcher’s Crossing in Kansas ab, die in erster Linie von der Büffeljagd lebt. Der Pelzhändler J.D. McDonald, ein Bekannter seines Vaters, vermittelt ihm den Kontakt zum Jäger Miller. Dieser ergreift die günstige Gelegenheit, mit Andrews’ Geld eine Expedition nach Colorado in die Rocky Mountains zusammenzustellen, wo er vor vielen Jahren in einem abgelegenen Tal eine riesige Büffelherde entdeckt hat. Begleitet werden die beiden von Millers Freund Charley Hoge, dem der Jäger vor Jahren nach einem Jagdunfall eine erfrorene Hand amputiert hatte, und dem Häuter Fred Schneider. Bevor sie aufbrechen, lernt Andrews die Prostituierte Francine kennen, doch in seiner sexuellen Unerfahrenheit flieht er vor ihrer Zuneigung.
Schon der Hinweg gestaltet sich schwierig. Tagelang muss die Expedition ohne Wasser überleben. Schließlich findet Miller das abgelegene Tal wieder, in dem sich tatsächlich eine Herde von mehreren tausend Büffeln befindet. Miller steigert sich in einen wahren Jagdrausch und erschießt Tiere in solchen Mengen, dass Schneider und der ungeübte Andrews mit dem Häuten kaum nachkommen. Der Anblick der Kadaver der vormals so beeindruckenden Lebewesen führt zu ersten Rissen im idealistischen Naturbild des Studenten. Obwohl sie schon bald mehr Felle gesammelt haben, als sie in Hoges Ochsenkarren transportieren können, will Miller die größte Jagd seines Lebens nicht abbrechen und jagt auch die versprengten Überreste der Herde, bis sie vom ersten Schneefall des Winters überrascht werden. Der Pass ist bald zugeschneit, und die abgeschnittene Gruppe muss in einer provisorischen Unterkunft in den Rocky Mountains überwintern. Als sie sich im Frühjahr endlich auf den Rückweg machen können, kommt Schneider in einem durch Schmelzwasser angeschwollenen Fluss ums Leben, und der Ochsenkarren mit allen Fellen kippt um und wird abgetrieben.

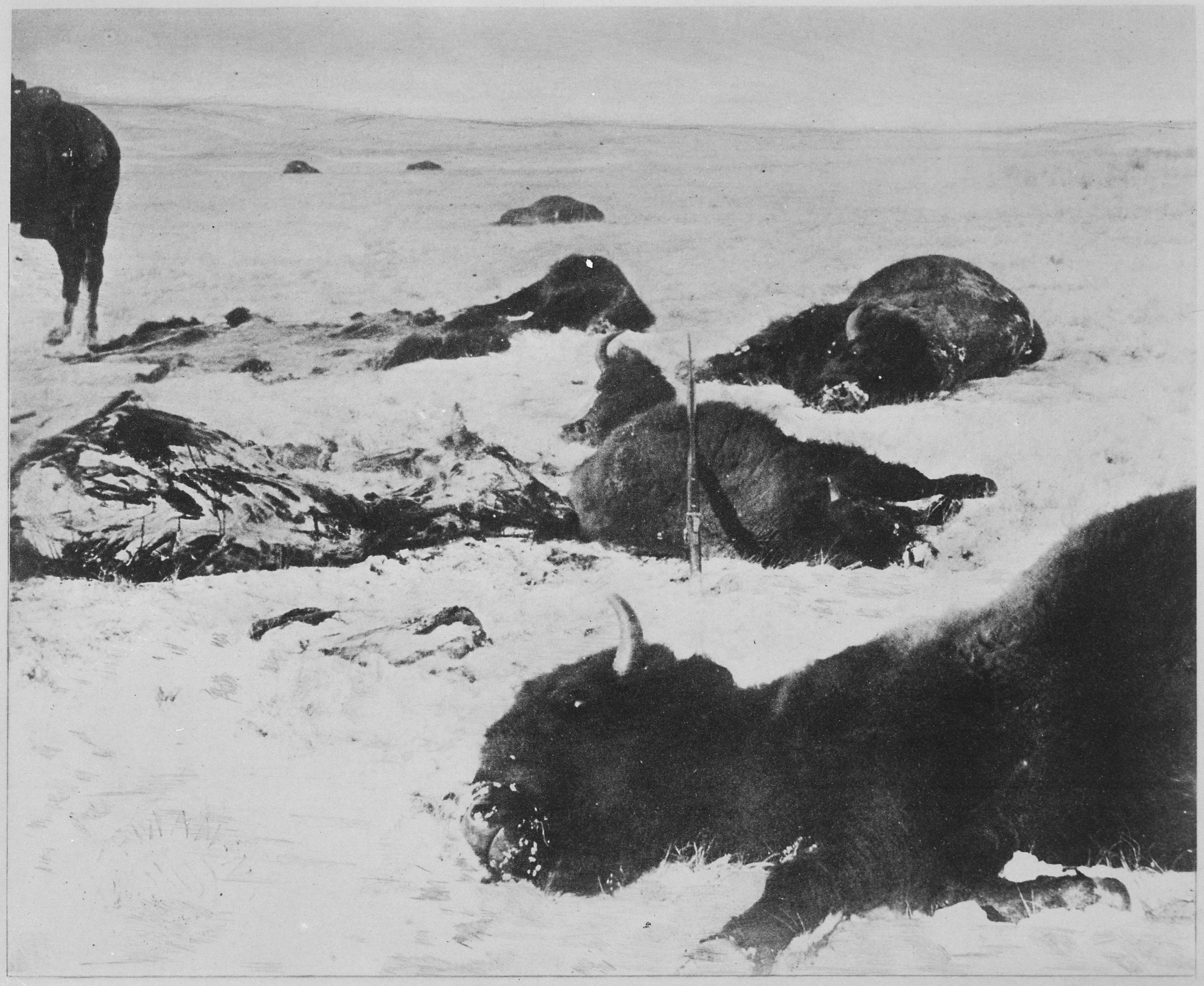
Tote Bisons nach einer Jagd im Jahr 1872

Ohne jegliche Ausbeute ihrer Expedition kehren Andrews, Miller und Hoge nach Butcher’s Crossing zurück, wo sie längst für tot gehalten werden. Die Siedlung ist inzwischen heruntergekommen. Ein ruinierter McDonald berichtet, dass der Markt für Büffelfelle zusammengebrochen ist und somit auch die im Tal zurückgelassenen Felle nahezu wertlos sind. Der wütende Miller zündet die Überreste der Pelzhandlung an. Hoge hat durch die traumatischen Ereignisse der Expedition den Verstand verloren. Andrews findet immerhin Francine wieder, deren Erinnerung ihn durch die einsamen Nächte in den Bergen gebracht hat. Die beiden verbringen einige glückliche Tage miteinander. Doch nachdem er in der Expedition in das Nichts geschaut hat, wird sich Andrews der Eitelkeit seiner vorigen Leidenschaften bewusst. Er verlässt die schlafende Francine eines Morgens und reitet hinaus in die Prärie. Ein Ziel hat er nicht; er weiß nur, dass er nicht wieder nach Hause zurückkehren wird.

## Rezeption
John Williams wurde im deutschen Sprachraum erst postum durch den 2013 erschienenen Roman Stoner bekannt. Butcher’s Crossing ist der zweite von Williams vier Romanen, der (2015) ins Deutsche übersetzt wurde. Es handelt sich nach Wolfgang Schneider ebenfalls um „eine Parabel über das Scheitern“, dieses Mal allerdings nicht in der Enge einer Universität, sondern im Gewand eines „Neo-Westerns“, der „durch die Weite der Räume und grandiose Landschaftspanoramen“ beeindruckt. Trotz der ganz anderen Thematik bleibt für Luzia Stettler „die Handschrift von John Williams unverkennbar“. Von der ersten Seite an gerate der Leser „in den Sog seiner bildreichen, sinnlichen Sprache“ und ahne die drohende Katastrophe voraus.
Laut Angela Schader zertrümmert der Roman „die Glorie des amerikanischen Westens“. „Heraufbeschworen und grässlich decouvriert“ wird laut Gabriele von Arnim „der große amerikanische Mythos von der Verheißung der Freiheit, vom Abenteuer des Wilden Westens, von der Sehnsucht nach der Erfüllung als Mensch“. Für Alexander Cammann erzählt Williams „die frontier-Geschichte Amerikas noch einmal“, allerdings nicht als eine von Jagd nach Glück, Reichtum und Macht, sondern als eine, in der sich Menschen aus Langeweile und Ausbruchssehnsucht in Abenteuer und Ungewissheit stürzen, getrieben von der mythischen Kraft des amerikanischen Traums. Christopher Schmidt lobt einen „Anti-Bildungsroman“, der den Gründungsmythos der USA unter die Lupe nehme und tiefe Einblicke in menschliche Abgründe gestatte.
Für Thomas Andre ist es „ein parabelhaftes, tiefsinniges und fesselndes Buch, das eine einfache, sehr amerikanische Geschichte erzählt“ und dabei existenzielle Fragen stelle. Vier Männer reiten darin „gegen den Triumph der Moderne an“. Klaus Nüchtern liest „einen Roman über Arbeit“ und rühmt „die metaphysische Wucht, die diese existenzielle Parabel über Gier, Einsamkeit und die Sinnlosigkeit unseres Trachtens entwickelt“. Den Jäger Miller vergleicht er in seiner Getriebenheit mit Kapitän Ahab aus Melvilles Moby-Dick. Für einige andere Kritiker wie Christoph Schröder weist Williams’ Roman voraus auf die Werke Cormac McCarthys. Zwar sei Williams’ Sprache „weniger aufgeladen und bildreich“ als die McCarthys, doch erziele er „in seiner stoischen Beschreibung von Gewalt und Entbehrungen eine hohe Intensität“. Holger Kreitling fasst zusammen: „Ein Buch wie ein Büffel, stoisch, dunkel, mächtig, fast ausgestorben.“

## Verfilmungen
Der Roman diente als Vorlager einer US-amerikanischen Verfilmung aus dem Jahr 2022 mit dem Titel Butcher’s Crossing. Die Regie übernahm Gabe Polsky, der zusammen mit Liam Satre-Meloy auch das Drehbuch verantwortete und auch als Produzent beteiligt war. In tragenden Rollen spielen Nicolas Cage und Fred Hechinger.

## Ausgaben
- John Williams: Butcher’s Crossing. Macmillan, New York 1960.
- John Williams: Butcher’s Crossing. Aus dem Amerikanischen von Bernhard Robben. dtv, München 2015, ISBN 978-3-423-28049-5.